# Pierre Paupe

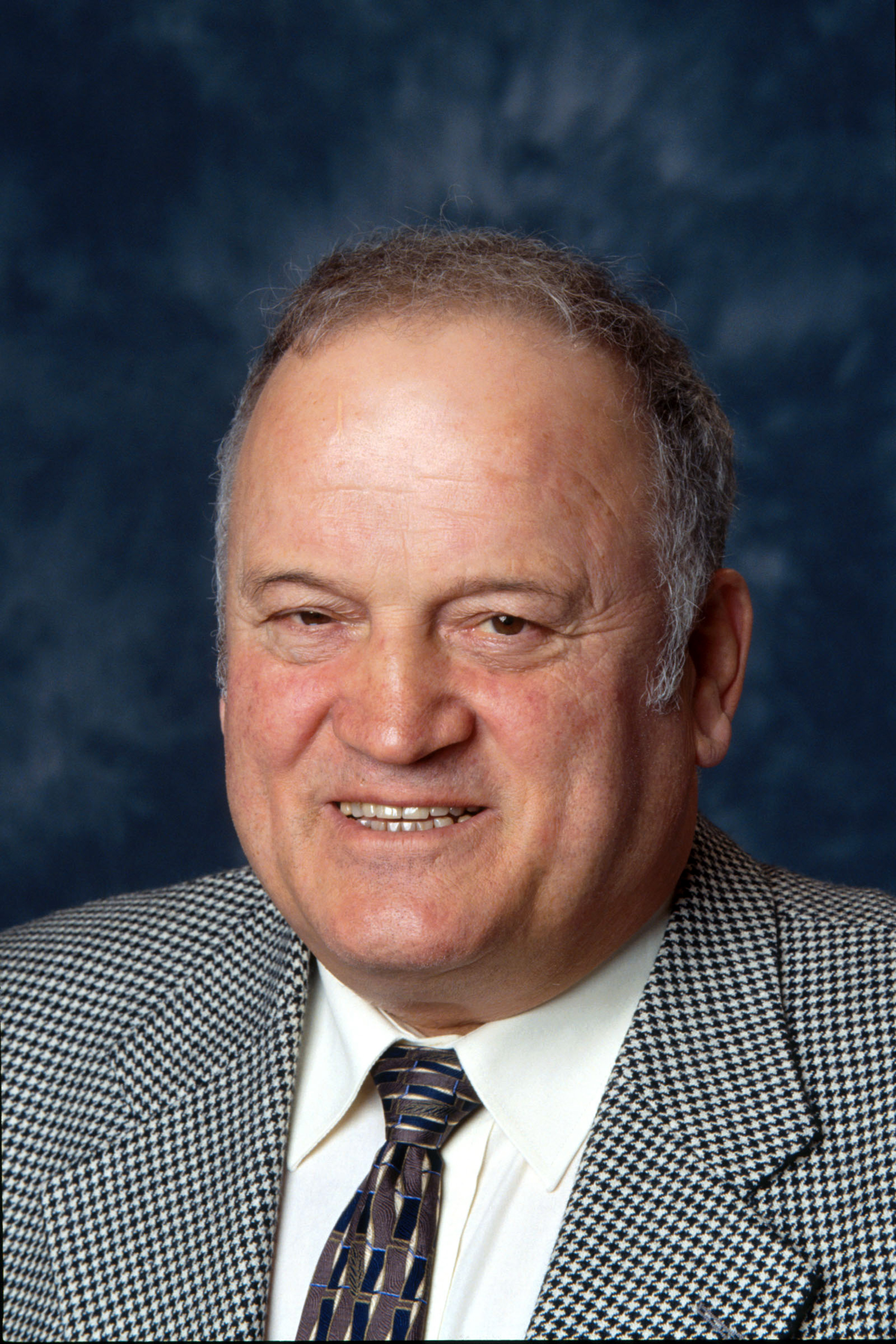
Pierre Paupe

Pierre Paupe (* 24. Juli 1937 in Soubey; heimatberechtigt ebenda; † 9. März 2016) war ein Schweizer Politiker (CVP).

## Leben
Paupes erste wichtige politische Funktion war jene als Gemeindepräsident von 1967 bis 1974 in Montfaucon. Er wurde im Jahr 1979 in das erste Parlament des Kantons Jura gewählt. Von 1989 bis 1996 war er Gemeindepräsident von Saignelégier und war zuerst Generalsekretär und dann Präsident der CVP Jura. Zum 4. Dezember 1995 wurde Pierre Paupe in den Ständerat gewählt und hatte dort Einsitz bis zum 30. November 2003.
Ferner präsidierte er verschiedene Organisationen.
Er war verheiratet und hat zwei Kinder. In der Schweizer Armee war er Oberst im Generalstab.

## Fussnoten
1. ↑  Le Jurassien Pierre Paupe est mort

| Personendaten    | Personendaten             |
| ---------------- | ------------------------- |
| NAME             | Paupe, Pierre             |
| KURZBESCHREIBUNG | Schweizer Politiker (CVP) |
| GEBURTSDATUM     | 24. Juli 1937             |
| GEBURTSORT       | Soubey                    |
| STERBEDATUM      | 9. März 2016              |